# Pondar Kanali
Pondar Kanali è una suddivisione dell'India, classificata come census town, di 7.474 abitanti, situata nel distretto di Dhanbad, nello stato federato del Jharkhand. In base al numero di abitanti la città rientra nella classe V (da 5.000 a 9.999 persone).

## Geografia fisica
La città è situata a 23° 46' 04 N e 86° 20' 30 E.

## Società

### Evoluzione demografica
Al censimento del 2001 la popolazione di Pondar Kanali assommava a 7.474 persone, delle quali 4.047 maschi e 3.427 femmine. I bambini di età inferiore o uguale ai sei anni assommavano a 1.109, dei quali 547 maschi e 562 femmine. Infine, coloro che erano in grado di saper almeno leggere e scrivere erano 4.438, dei quali 2.824 maschi e 1.614 femmine.